# Nimravidae
Die Familie der Nimravidae ist eine ausgestorbene Linie der katzenartigen Raubtiere. Sie entstanden im Eozän vor etwa 50 Millionen Jahren. Ursprünglich wurden sie für Vorfahren der Katzen (Felidae) gehalten, doch heute gelten sie als deren Schwestergruppe. Demnach entwickelten sie ihre katzenartigen Merkmale durch konvergente Evolution. Weil einige Arten der Nimraviden mächtige Säbelzähne besaßen, die an jene der Säbelzahnkatzen (Machairodontinae) erinnern, aber die Nimravidae eine eigene Familie bilden, bezeichnet man sie auch als Scheinsäbelzahnkatzen.
Die Barbourofelidae wurden ursprünglich als Unterfamilie der Nimraviden betrachtet, gelten heute aber als eigenständige Familie.
Bekannte Gattungen der Nimravidae:
- Dinaelurus Eaton 1922
- Dinailurictis
- Dinictis Leidy 1854
- Eusmilus Gervais 1876
- Hoplophoneus Cope 1874
- Eofelis Kretzoi 1938
- Maofelis Averianov et al. 2016[1]
- Nanosmilus Cope 1880
- Nimravus Cope 1879
- Pangurban Proust, Barrett & Tomiya, 2022[2]

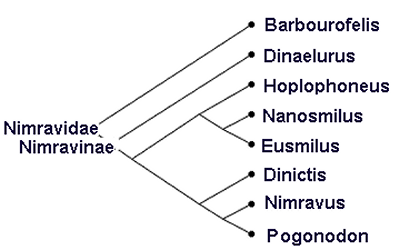
Kladogramm der Nimravidae

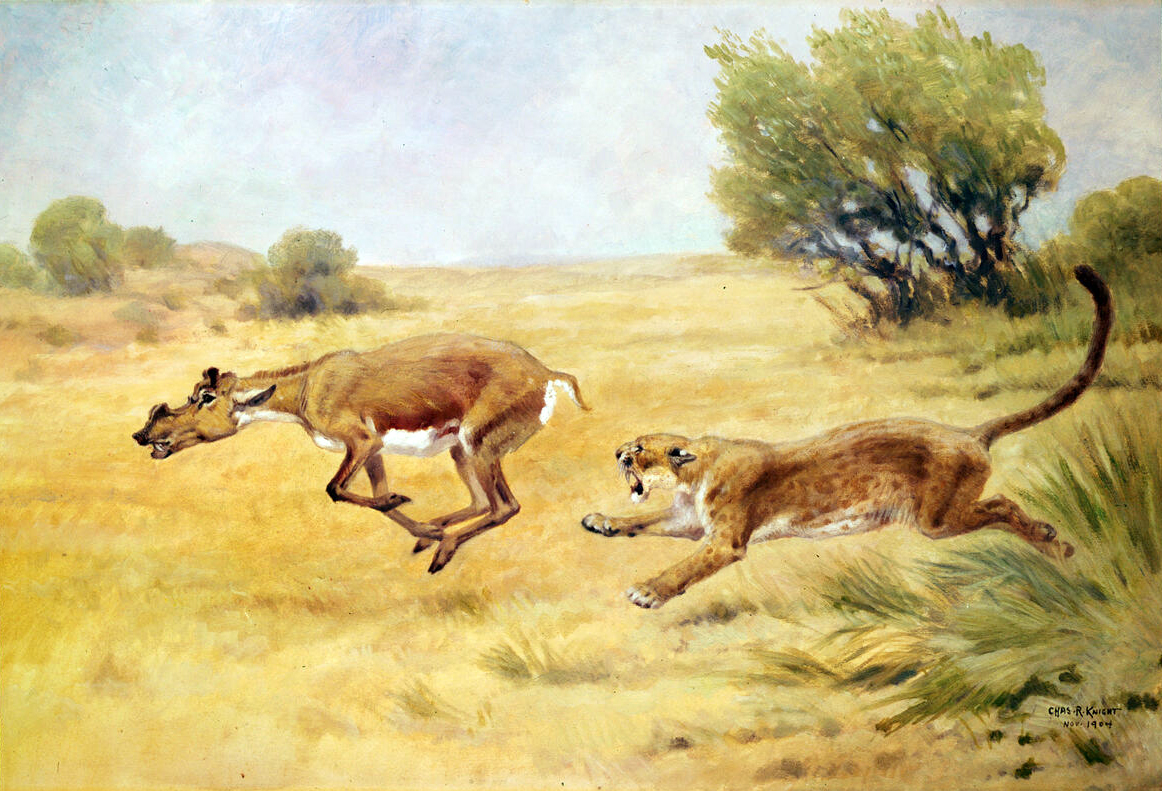
Zeichnerische Rekonstruktion der Gattungen Dinictis und Protoceras von Charles R. Knight

- Pogonodon Cope 1880
- Quercylurus Ginsburg 1979